# Metal Gear Solid
Metal Gear Solid (メタルギアソリッド, Metaru Gia Soriddo, comunament abreviat MGS) és la tercera edició de la sèrie de videojocs Metal Gear desenvolupat el 1998 per Konami Computer Entertainment Japan i publicat per Konami per a la consola PlayStation.
Va ser llançat a l'autumne de 1998 al Japó, i aAmèrica del Nord i el juny de 1999 a Europa. S'havia previst llançar-lo el 1994 en la consola 3DO Interactive Multiplayer, amb el títol «Metal Gear 3». No obstant això, a causa de la disminució del suport per aquesta plataforma, es va desenvolupar el joc per a la PlayStation. Metal Gear Solid és el primer de la sèrie que fa servir gràfics 3D, una de les raons per la qual se li va afegir el terme «Solid» al títol. El seu antecessor és Metal Gear 2: Solid Snake de 1990, i la seva seqüela, Metal Gear Solid 2: Sons of Liberty, es va estrenar el 2001. Aquest nou lliurament va oferir escenes cinemàtiques utilitzant el motor del joc, així com l'actuació en veu en nombroses seqüències de còdec.
Metal Gear Solid pren el paper de Solid Snake, un soldat que s'infiltra en una instal·lació d'armes nuclears per neutralitzar l'amenaça terrorista de Foxhound, una unitat genèticament millorada de forces especials. Snake ha d'alliberar dos importants ostatges, confrontar els terroristes i evitar el llançament d'un atac nuclear. Per a això, compta amb un equip de suport a distància que li comunica via còdec informació sobre la missió, comandada pel Coronel Roy Campbell, i complementada per personal mèdic, d'anàlisi de dades, experts en armes i en supervivència.
La tercera edició de la saga va ser un èxit comercial. Després del seu llançament al Japó, es va situar entre els quinze títols més venuts d'aquest any en l'indústria dels videojocs, a més d'aparèixer dins dels deu títols més venuts de la PlayStation. És descrit per molts crítics com un dels millors i més importants jocs de tots els temps. Ha obtingut una avaluació de 94/100 en el lloc web Metacritic, i és reconegut com el joc que va fer del sigil un gènere popular. L'èxit comercial del joc va impulsar el llançament d'una versió ampliada per PlayStation i PC titulada Metal Gear Solid: Integral, i una nova versió, Metal Gear Solid: The Twin Snakes, per a Nintendo GameCube. El joc també ha donat lloc a nombroses seqüeles, preqüeles i spin-offs, entre ells, drames de radi, còmics i novel·les. En producció hi ha una pel·lícula d'imatge real produïda per Avi Arad i Columbia Pictures.

## Argument
Després de l'incident de Zanzibar, Solid Snake es va retirar del servei actiu, i anys més tard és requerit per realitzar una nova missió: infiltrar-se a la base de l'illa de Shadow Moses a Alaska, on el grup d'elit Fox Hound s'ha rebel·lat i amenaça de fer servir Metal Gear Rex, un tanc bípede capaç de llançar un cap nuclear a qualsevol punt del planeta. En la història, a part de Snake, sobresurten d'altres personatges com Liquid Snake, el seu germà bessó, Meryl Silverburgh, la neboda del Coronel Campbell, i Otacon, un gran científic creador de Metal Gear Rex.
El període de pau augurat Metal Gear 2 no es materialitza, i per a l'any 2005, el desplegament nuclear està novament de plena actualitat. Un grup de terroristes segresta una instal·lació militar dels Estats Units a l'illa Shadow Moses a l'estat d'Alaska, mentre es porta a terme allà una sèrie d'assaigs respecte d'una nova arma secreta. És interessant veure que el grup està liderat pels agents renegats de Fox Hound, procedent de l'antiga unitat de Solid Snake. Es pren com a ostatges a importants funcionaris del govern i d'empreses, allà presents per observar els assaigs. Les exigències dels terroristes són senzilles, encara que una mica desconcertants: si no els lliuren les restes de Big Boss dintre d'un termini de 24 hores, procediran al llançament d'un cap nuclear. L'antic comandant de Fox Hound, Roy Campbell, demana novament a Solid Snake perquè s'infiltri a la base, rescati als ostatges i elimìni la capacitat nuclear dels terroristes.
Snake queda impressionat en descobrir que el líder d'aquesta insurgencia és Liquid Snake, un agent amb el mateix codi de nom "Snake" que ell i característiques físiques quasi idèntiques. Junt a Liquid està un grup dels millors agents de Fox Hound, compost per: 
Revolver Ocelot: Especialista a tortures. La seva habilitat amb el Revolver el converteix en un perfecte tirador (d'aquí el seu nom). La seva avançada edat no el perjudica gens alhora de disparar.
Psycho Mantis: El psíquic de l'equip. Les seves habilitats són la telecinesis i la telepatia. Això el fa uns dels més forts del grup Fox-Hound.
Vulcan Raven: Un indi sioux amb força sobrenatural. S'anomena Vulcan perquè sempre porta una gegantina metralladora Vulcan, mentre que Raven li ve de la seva habilitat per controlar els corbs.
Sniper Wolf: Una dona d'origen kurd, que gaudeix d'una excel·lent destresa del rifle de franctirador. Pel que fa al seu nom (Wolf), li ve de la seva passió pels llops.
Decoy Octopus: És el mestre de la disfressa. Pot canviar fins i tot el seu contorn físic per arribar a semblar-se a algú. Imita la veu de qualsevol persona al 100% 
Liquid Snake: Líder de grup Fox Hound, dirigeix una legió de soldats de genoma, tropes els gens de les quals han estat condicionats per augmentar els seus atributs físics. A la vista d'aquesta capacitat de manipular gens, queden clares les exigències dels terroristes respecte de les despulles de Big Boss, el "soldat llegendari".
Snake viola amb èxit la seguretat de la base i troba als ostatges, descobrint que els assaigs que es porten a terme a l'illa es realitzen per a un nou model de Metal Gear, dit Rex. La missió de Snake és ara de recerca i destrucció. En la seva recerca de Metal Gear Rex, es creua amb diverses figures interessants, inclosa Meryl Silverburgh, neboda de Roy Campbell (que a la fi acaba essent la seva filla) i soldat sense experiència, i Hal "Otacon" Emmerich, el científic en cap del projecte Metal Gear Rex. Snake i els terroristes també es veuen sotjats per un ninja cibernètic, que resulta ser Grey Fox, el qual es creia mort en combat.
Després de derrotar tots els exagents de Fox Hound (a excepció de Revolver Ocelot, que escapa després de perdre la seva mà amb el Ninja), Snake destrueix a Rex. Aleshores, Liquid Snake s'enfronta a ell, revelant un terrible secret sobre el seu llinatge. Tots dos són experiments genètics, producte del projecte Les Enfants Terribles ("Els nens terribles"), dissenyats per científics des del material genètic del soldat perfecte, Big Boss. Malgrat els seus impulsos morals per no fer-ho, Solid Snake existeix únicament per lluitar. Després d'una escapada al límit i la suposada mort de Liquid, Snake i Meryl/Otacon(segons el joc) cavalquen una vegada més cap a la posta de sol.
Després dels crèdits finals, el jugador rep la sorpresa d'una breu transmissió del fugitiu Revolver Ocelot per al president dels Estats Units (de totes les persones). Queda clar que Ocelot ha estat un doble agent tot el temps. Més impressionant és que Solidus, el President, és un tercer producte del projecte Les Enfants Terribles.

### Sinopsi

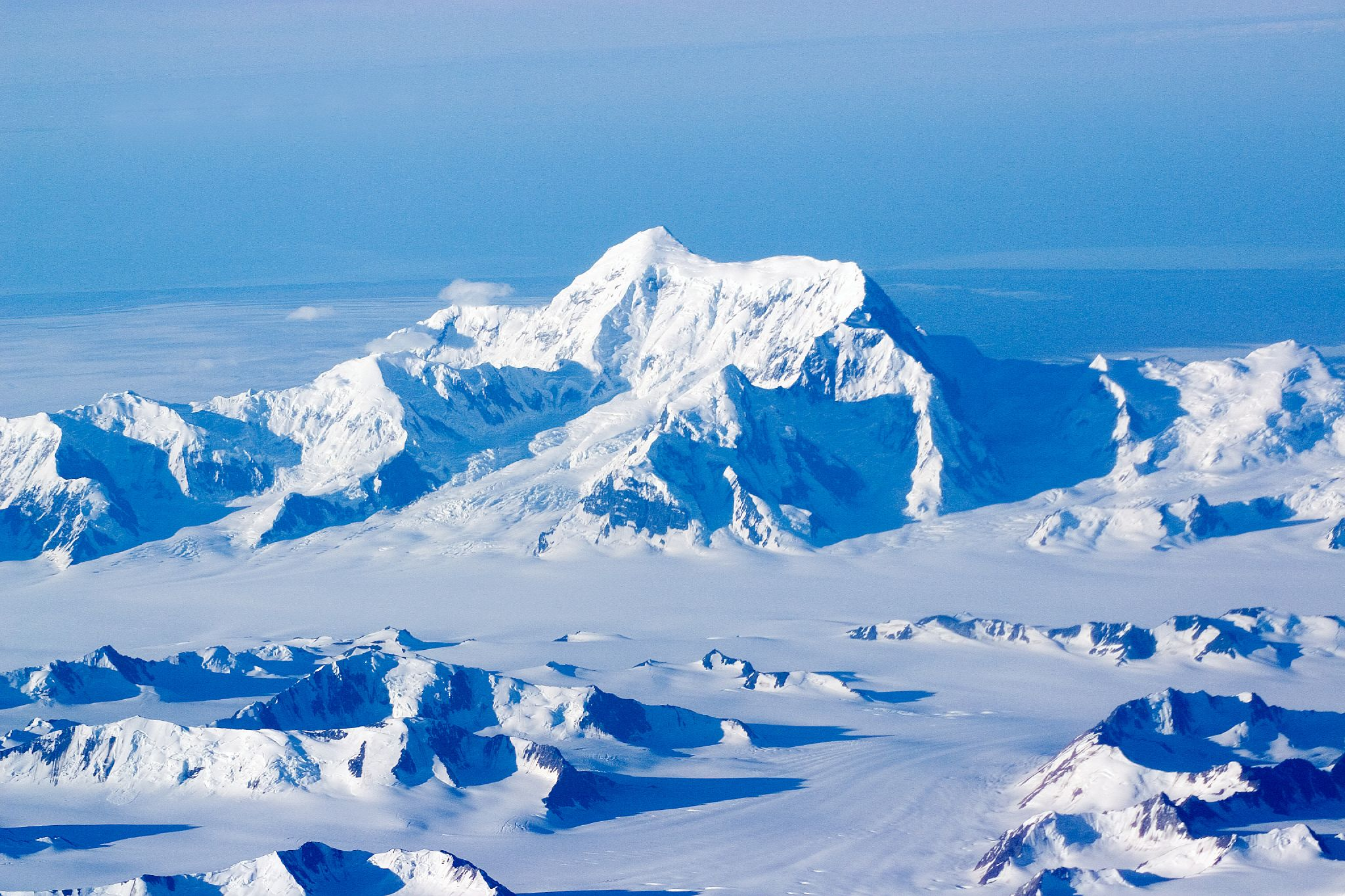
Alaska, lloc on se situa l'illa de Shadow Moses, a l'arxipèlag de Fox. Les seves baixes temperatures obliguen a Snake a injectar-se un pèptid anticongelant que el protegirà del fred polar.

Snake arriba a l'illa després de ser impulsat per un torpede VOA (Vehicle d'Operació Aquàtica) des d'un submarí, per evitar una inclusió aèria que pugui ser registrada per radars terroristes. Una vegada a la base, Snake es posa en contacte via còdec amb Campbell, el qual, li presenta a Mei Ling, analista visual i processadora de dades que li servirà de recolzo en la missió, igual que Nastasha Romanenko, especialista en armes nuclears i de gran calibre. L'ex-instructor militar i expert en la flora i fauna local, Master Miller, es posa en contacte amb Snake per oferir-li la seva ajuda a distància via còdec.
Després de travessar l'entrada del complex custodiada per soldats terroristes, localitza Anderson en una cel·la. Aquest últim informa Snake sobre un nou prototip d'arma nuclear anomenada Metal Gear REX que es troba sota el poder dels mercenaris. Anderson explica que per iniciar la detonació calen dues contrasenyes diferents, que coneixen ell i Baker. Però gràcies al poder mental de Psycho Mantis, van descobrir la seva contrasenya i no trigaran a descobrir la de Baker. No obstant això, per evitar el llançament nuclear, existeix una targeta PAL («Llicència d'Acció Permissiva») amb un codi secret d'anul·lació que interromp la detonació. Després de la xerrada, Anderson mor sobtadament d'un atac al cor. Meryl, que està detinguda en una cel·la contigua, les hi arregla per escapar i ajudar Snake a detenir uns soldats enemics que es van alertar de la seva presència, per després escapar i deixar-ho enrere. Després de l'atac repel·lit, Snake localitza Kenneth Baker, que es troba emmanillat a unes càrregues explosives de C-4. En intentar alliberar-ho, fa aparició Revolver Ocelot, un dels líders terroristes de la revolta, qui desafia Snake a un tiroteig. La batalla és interrompuda per un misteriós cyborg ninja que amputa la mà dreta d'Ocelot amb una espasa i després escapa. Després de l'altercat, Baker confessa haver lliurat la seva contrasenya als terroristes després d'haver estat torturat. Aconsella Snake contactar amb Meryl, a qui li va donar la targeta PAL que podria ser utilitzada per evitar el llançament, però, igual que el cap de DARPA, mor sobtadament d'un atac al cor.
Snake es posa en contacte amb Meryl via còdec, i acorden ajuntar-se en el Laboratori d'Investigació una vegada que s'hagi trobat amb el científic creador del Metal Gear, el Dr. Hal «Otacon» Emmerich, per després utilitzar el codi d'anul·lació i impedir el llançament nuclear. Quan Snake es dirigeix al Laboratori, rep una trucada anònima d'una misteriosa veu que es s'anomena «Deepthroat» («Gola profunda»), que li adverteix d'una emboscada que li té preparada l'enemic. Snake és atacat pel mercenari Vulcan Raven a bord d'un Tanc M1, però se les arregla per incapacitar el vehicle i derrotar a un Raven que promet tornar a enfrontar-s'hi. Snake localitza a Otacon en el seu laboratori, però el misteriós cyborg ninja torna a fer aparició, amb la intenció d'enfrontar-se Snake en combat. Després d'un dur enfrontament, on finalment el ninja escapa, Snake ho reconeix com el seu antic aliat, el mort Gray Fox. Després de l'altercat, Otacon es compromet a ajudar Snake a distància, fent servir un camuflatge òptic per obtenir informació i subministraments, mentre roman invisible.
Snake es reuneix amb Meryl, qui li dona la targeta PAL que va obtenir de Baker, i accepta que aquesta ho acompanyi en la seva missió. Mentre es dirigeixen a la Base Subterrània, Meryl és posseïda pel control mental de Psycho Mantis, un membre de Fox Hound amb poders psíquics, i amenaça amb disparar Snake amb la seva arma. Snake desarma Meryl i derrota Psycho Mantis, que, abans de morir, li diu que havia llegit la ment de la dona, i va descobrir que Snake ocupava un lloc important en el seu cor. Després d'arribar al Pas Subterrani, Sniper Wolf, l'experta franctiradora dels renegats, ataca Meryl per sorpresa a gran distància, la qual cosa obliga Snake a localitzar un fusell franctirador PSG-1 per poder fer-li front. Després de derrotar-la i intentar seguir el seu camí, Snake és capturat.
Mentre Snake és empresonat, Liquid confirma la sospita que ell i Solid són germans bessons. Ocelot, expert en tortures, aplica fortes descàrregues elèctriques a Snake, que aquest últim suporta/no suporta suportar. Posteriorment Snake és portat a la seva cel·la, on descobreix un descompost cadàver d'Anderson, que hagués de portar mort almenys una setmana. Snake aconsegueix escapar de la seva cel·la i fa camí fins a la Torre de Comunicacions, on és emboscat per Liquid, pilotant un helicòpter d'atac Hind-D, però aconsegueix abatir-lo amb míssils Stinger. Després de travessar la Torre de Comunicacions, Snake arriba a Camp Nevat, on enfronta novament Sniper Wolf. Aquesta vegada, no obstant això, Snake derrota Wolf davant d'un desconsolat Otacon, que estava enamorat d'ella.
Snake continua el seu camí cap a l'hangar on es troba el Metal Gear REX, però, un Vulcan Raven armat amb una M61 Vulcan, aconsegueix detenir-ho. Previ a l'enfrontament, Raven, que posseeix intuïció xamanica, és capaç d'endevinar el passat de Snake, al·ludint al fet que és de «un altre món». Tots dos s'enfronten en un magatzem frigorífic, la qual cosa resulta en la mort de Raven. Abans de morir, li confessa a Snake que l'home que va veure morir davant dels seus ulls no era el Cap DARPA, sinó Decoy Octopus, un membre de FOXHOUND mestre del camuflatge. En l'agonia, Raven augura un violent i negre futur per Snake, mentre és devorat pels corbs.
Snake, ja infiltrat en l'hangar on es troba el Metal Gear, sent que Liquid i Ocelot ja van iniciar la seqüència del llançament nuclear. Otacon li explica a Snake que la targeta PAL funciona de dues maneres, com activador de detonació quan el procés encara no hagi estat activat, i com anulador d'aquell procés, sempre que ja s'hagi activat prèviament. Fent ús de la targeta PAL que va obtenir de Baker, Snake comença el procés de desactivació. No obstant això, després d'utilitzar la targeta, Snake provoca l'activació de la seqüència de llançament. Liquid llavors revela el seu veritable pla: va suplantar Master Miller des del començament de l'operació per guiar Snake al procés de detonació. No van poder endevinar la contrasenya d'Anderson que activés el llançament, ja que aquest va morir a la sala de tortures a les mans d'Ocelot. Liquid explica que ell i Solid són el producte dels Enfants Terribles, un projecte patrocinat pel govern per clonar Big Boss, el soldat perfecte, que es va dur a terme durant la dècada del '70. Liquid renega contra el seu germà, ja que Solid va rebre tots els gens dominants, mentre que ell va rebre tots els gens recessius. Liquid també revela que la veritable raó del govern per enviar Snake va ser propagar el virus FoxDie (implantat per una injecció que la Dra. Naomi Hunter li va col·locar previ a la infiltració), un virus que mataria tots els membres de Fox Hound, que permetria al govern recuperar Metal Gear REX intacte. Va ser FoxDie el que va acabar amb Decoy Octopus (disfressat del Cap DARPA), i amb el president Baker, amb aparents atacs al cor.
Liquid pren el control del Metal Gear REX i comença a atacar Snake. Aquest últim no pot travessar l'armadura del tanc bípede, per la qual cosa només pot intentar encegar-lo destruint el sensor electrònic que posseeix. Quan els atacs no produeixen efecte algun, apareix Gray Fox i destrueix el sensor, no sense abans confessar que ell era Gola Profunda i sacrificar la seva vida. Amb REX totalment vulnerable, Snake finalment destrueix el tanc, provocant una gran explosió en el lloc. Quan desperta, Snake es troba en el cim del Metal Gear, al costat de Meryl, emmanillada a una bomba, i a Liquid, que ho desafia a una trobada cos a cos. Snake derrota Liquid, que cau a una gran altura des del cap de Rex. Després de la trobada, salva/no salva salvar Meryl i ha d'escapar ràpidament del lloc, ja que el govern, per evitar tot rastre de l'incident, planeja un atac nuclear a l'illa per eliminar tota evidència.
| « | «En els 80, hi havia més de 60000 caps nuclears al món. La força destructora de totes armes juntes, era 1 milió de vegades superior per força destructora de la Bomba-A de Hiroshima. El gener de 1993, els Estats Units i Rússia van signar l'acord START 2 amb el qual es comprometien a reduir el nombre de caps nuclears per nació de 3000 a 3500 pel 31 de desembre del 2002. No obstant això, el 1998, encara queden 25.000 caps nuclears al món.» | » |

Al costat de Meryl/Otacon, escapen a bord d'un jeep per un túnel subterrani. No obstant això Liquid els persegueix atacant-los amb una metralleta. Al final del trajecte, es produeix un xoc entre tots dos vehicles. Liquid queda en posició de tir enfront d'un immobilitzat Snake. No obstant això, Liquid en última instància, mor per mor del virus FoxDie. Finalment, Campbell contacta Snake per informar-lo sobre la localització d'una moto de neu amb la qual pot abandonar el lloc, no sense abans explicar-li que l'atac nuclear a l'illa, va ser cancel·lat.
A l'escena post-crèdits, Ocelot manté una conversa telefònica amb un home desconegut, a qui reporta el succeït, i es revela que va ser un doble agent tot el temps. Explica que Solid era el que realment tenia els gens recessius, mentre que Liquid era el portador dels dominants. A més, que va recuperar les dades falses del cap nuclear de Rex i que després de tot, ningú sap qui és realment, doncs el Cap DARPA ho sabia, però havia estat eliminat «accidentalment». La conversa acaba quan flama al seu interlocutor com el ser equilibrat per dominar el món, de nom Solidus, i referint-se a ell com a «Senyor President».

### Personatges
Protagonista

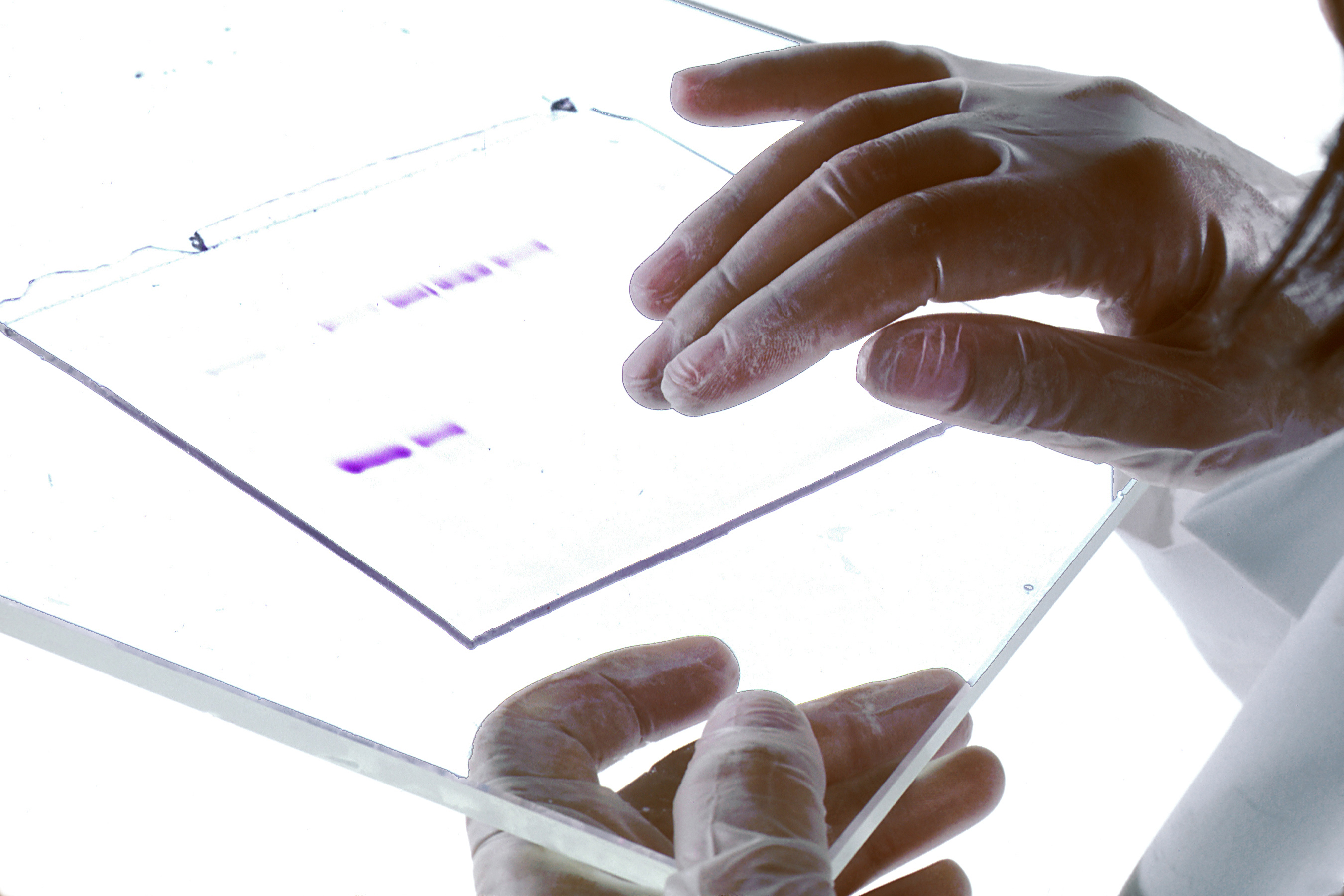
En els anys 70, el govern dels Estats Units va idear el projecte Els Enfants Terribles. El seu pla: crear artificialment el soldat més poderós possible. La persona que van triar com a model va ser l'home conegut llavors com el millor soldat del món, el Big Boss. És per això, que Solid i Liquid comparteixen el mateix codi genètic, però difereixen en la seva dominància i recessivitat.

- Solid Snake (ソリッド・スネーク, Soriddo Sunēku): Ex-membre de FOXHOUND. Després dels esdeveniments a Outer Heaven (Metal Gear) i Zanzibar Land (Metal Gear 2: Solid Snake) es retira del servei actiu.[98] No obstant això, és forçat a participar en una nova missió:[13] confrontar l'aixecament armat de la seva antiga unitat, que amenaça amb un atac nuclear si no es compleixen les seves demandes.[11] En el transcurs de la missió, descobreix que la seva creació va ser obra d'un projecte anomenat Els Enfants Terribles, el qual el govern va clonar els gens del soldat perfecte, el Big Boss.[77][78] Snake ha d'impedir l'atac, mentre rep l'ajuda d'un equip de suport a distància.[15][16][99]

Equip de suport
- Coronel Roy Campbell (ロイ・キャンベル大佐, Roi Kyanberu Taisa): Cap al comandament de l'operació. Després de dirigir prèviament a Solid Snake en l'Operació Intrude F014 a Zanzibar Land, es retira de la unitat Fox Hound. Són requerits els seus serveis al comandament de l'incident a Shadow Moses, ja que segons ell, no hi ha molta gent que conegui tan bé a la unitat terrorista que ell.[100] No obstant això, el motiu és un altre: la seva neboda Meryl es trobava a l'illa quan els renegats van prendre el control d'aquesta.[101] Finalment, es descobreix que Meryl va ser enviada estratègicament al lloc per obligar-lo a prendre el control de l'operació.[102] La seva freqüència en el còdec és 140.85.[103]

- Naomi Hunter (ナオミ・ハンター博士, Naomi Hantā Hakase): Cap del personal mèdic de FOXHOUND i experta en teràpia genètica.[14] Previ a la missió, li injecta a Snake nanomàquines i pèptids anticongelants, perquè la seva sang i els seus fluids corporals no es gelin a temperatures subàrtiques, a més de nootròpics, un tipus de droga que ajuda a millorar el funcionament mental.[35]

- Mei Ling (美玲（メイ・リン）, Mei Rin): Especialista visual i processadora de dades. Va dissenyar el còdec i el sistema de radar que Snake fa servir en la missió.[15] S'encarrega de guardar els avanços de la partida. La seva freqüència en el còdec és 140.96.[104]

- Nastasha Romanenko (ナスターシャ・ロマネンコ): Analista militar, assessora del Grup d'Investigació d'Emergència Nuclear i experta en armes «Hi-Tech».[16] Informa sobre armes i objectes.[105] La seva freqüència en el còdec és 141.52.

- Master Miller (和平・ミラー, Wahei Mirā): De nom real McDonnell Benedict Miller (マクドネル・ベネディクト・ミラー, Makudoneru Benedikuto Mirā). Ex-instructor militar. Contacta amb Snake per oferir-li ajuda sobre la supervivència en el dur entorn d'Alaska. Segons Solid, només amb Miller compartiria una trinxera. La seva freqüència és 141.80.[17]

Aliats
- Dr. Hal Emmerich (ハル・エメリッヒ博士, Haru Emerihhi Hakase): De sobrenom Otacon (オタコン, Otakon),[106] és el creador i enginyer en cap del Metal Gear REX.[107] Després de ser contactat i renegant contra la seva creació,[108] es converteix en suport vital per impedir qualsevol llançament nuclear, ajudant en la ubicació d'armes o medicina i la ruta que ha de seguir Snake.[56] La seva freqüència en el còdec és 141.12.[109]

- Meryl Silverburgh (メリル・シルバーバーグ, Meriru Shirubābāgu): Neboda de Roy Campbell.[101] Una soldat novella que al no voler aixecar-se al costat de la seva unitat, va ser presa detinguda en les dependències de Shadow Moses.[110] Després d'haver estat contactada amb Snake, aquesta li ofereix ajuda si compleix la missió.[49]

- Gray Fox (グレイ・フォックス, Gurei Fokkusu): Ex-membre de FOXHOUND. Antic aliat de Snake a Outer Heaven i enemic z Zanzibar Land. Apareix a Shadow Moses amb la forma d'un misteriós cyborg ninja, on Snake l'aconsegueix reconèixer després d'un dur enfrontament.[52][53][54] Després de la seva mort a Zanzibar, el seu cos va ser crionitzat i posteriorment, posat en un exoesquelet, mantenint-lo en un estat de vida-mort.[55] Després de contactar amb Snake amb el pseudònim de «Gola Profunda»,[50] l'ajuda amb l'enfrontament del Metal Gear REX.[82]

Unitat renegada FOXHOUND
- Liquid Snake (リキッド・スネーク, Rikiddo Sunēku): Membre de FOXHOUND i líder dels terroristes.[111] Dirigeix una legió de soldats genèticament modificats, anomenat soldats genoma, els gens del qual han estat condicionats per augmentar els seus atributs físics.[10] A la vista d'aquesta capacitat de manipular gens, les seves exigències són clares: recuperar les restes del «soldat llegendari», Big Boss.[11][112] Una de les seves motivacions, és venjar-se de Solid, a causa que aquest últim va ser concebut amb els gens dominants de Big Boss, mentre Liquid, va obtenir els recessius.[77] El ressentiment apareix quan comprèn que la seva creació, només va ser per concebre al seu germà.[78]

- Revolver Ocelot (リボルバー・オセロット, Riborubā Oserotto): Antic membre de Spetsnaz, on va aprendre les tècniques més avançades de torturas.[113] Especialista en interrogatoris i un formidable pistoler.[111] Porta un Colt Single Action Army, del que diu, és el millor revòlver que existeix.[44]

- Psycho Mantis (サイコマンティス): Ex-psíquic del KGB.[114] Posseeix una poderosa capacitat telepàtica,[114] tenint la capacitat de llegir la ment de les persones.[115] Després d'un fosc passat,[116] va decidir unir-se a FOXHOUND amb la sola intenció de matar a la major quantitat de gent possible.[117]

- Vulcan Raven (バルカン・レイブン): Gegant i bruixot.[111] Natiu d'Alaska i Inuit. Durant la Guerra Freda va entrenar a Rússia, però després del cop d'estat, va abandonar el país i es va convertir en mercenari. Es va unir a FOXHOUND després de la recomanació d'Ocelot.[118] Posseeix una gran connexió amb la naturalesa,[119] i especialment amb els corbs.[120]

- Sniper Wolf (スナイパー・ウルフ, Sunaipā Urufu): Bella i mortífera franctiradora.[111] D'origen kurd,[121] és la millor tiradora de la unitat.[122] Pot esperar hores, dies o setmanes al fet que la seva presa surti de l'amagatall.[122] Va néixer enmig d'una crua guerra, de la qual va ser salvada pel qual ella anomena Saladino (Big Boss).[123] Es va unir a FOXHOUND per poder venjar-se d'aquest devastador món.[124]

- Decoy Octopus (デコイ・オクトパス): Mestre del camuflatge.[111] Copiava de les seves víctimes fins a la mateixa sang,[125] el que li va causar la mort a causa del virus FoxDie que tenia com a objectiu el Cap de DARPA.[79]

- Johnny Sasaki (ジョニー, Jonī): Un dels soldats genoma. Sofreix problemes estomacals i de refredat.

Civils
- Donald Anderson (ドナルド・アンダーソン): Cap de DARPA (Agència de Projectes d'Investigació Avançats de Defensa).[12] Va ser pres com a ostatge després de trobar-se en les instal·lacions de Shadow Moses, aparentment realitzant exercicis secrets,[126] no obstant això, estava supervisant el desenvolupament del Metal Gear.[127] Mor a la sala de tortures a les mans d'Ocelot, en intentar descobrir el seu codi de llançament.[128]

- Kenneth Baker (ケネス・ベイカー): President d'ArmsTech, una de les principals indústries manufactureres d'armes. Va ser pres com a ostatge per FOXHOUND, en trobar-se a Shadow Moses durant l'incident.[12] Quan la seva companyia va perdre una important licitació en la fabricació d'armes, la seva última opció va ser el desenvolupament en secret del Metal Gear.[129] Mor a causa del FoxDie.[48]

- Jim Houseman (ジム・ハウスマン): Secretari de Defensa dels Estats Units. Fa aparició via còdec, informant-li a Snake que Campbell va ser rellevat del servei,[130] dirigint-se al lloc en awacs, fent imminent un atac aeri a l'illa per eliminar tota evidència de l'incident.[85] No obstant això, va ser rellevat del seu càrrec a causa de les autoritàries decisions que va prendre respecte a la missió, evitant-se així l'atac i retornant-li el control de l'operació a Campbell.[131]

## Jugabilitat

Representació del Radar Soliton en el «mode d'infiltració». Creat per Mei Ling, el punt brillant al mig és el jugador, els punts vermells són els enemics. Al radar no li afecta el clima, però si un enemic descobreix la presència de Snake, es bloqueja. No pot utilitzar-se en àrees amb forta ressonància.

Malgrat la transició al 3D, Metal Gear Solid manté la similitud del seu predecessor en 2D, el Metal Gear 2: Solid Snake de MSX2. El jugador ha de manejar al protagonista, Solid Snake, a través de les àrees del joc sense ser detectat pels enemics. La detecció s'activa quan el jugador es mou en el camp de visió de l'enemic, posant aquests en marxa una alarma que assenyala a la resta dels enemics armats la seva ubicació. Això provoca l'inici del «mode d'alerta», on el jugador ha d'amagar-se i no ser detectat fins que els enemics perdin de vista la seva ubicació. Després d'això, comença el «mode d'evasió», on els enemics es mantenen alerta de la presència d'un intrús. Quan el comptador arribi a zero, es torna al «mode d'infiltració», on els enemics ja no sospiten de la presència de Snake. El radar no es pot utilitzar en mode d'alerta o d'evasió.
Per evitar ser detectat, el jugador pot realitzar tècniques que fan ús de les capacitats tant de Solid Snake, com de l'entorn, com gatejar sota objectes, usar caixes com a amagatall, ajupir-se o amagar-se al voltant de les parets, i fer algun soroll per distreure als enemics. Aquestes es duen a terme utilitzant la càmera en tercera persona, que sovint canvia el seu angle per donar al jugador la millor vista possible de la zona, i un radar en la pantalla, que mostra als enemics i el seu camp de visió. Snake també pot fer ús de molts objectes i aparells, com ulleres infraroges, racions o cigarrets. L'èmfasi en el sigil promou una forma menys violenta del joc, ja que la confrontació contra grans grups d'enemics, provoca greus danys per al jugador.
El progrés del joc està marcat per les escenes cinemàtiques i la comunicació per còdec, així com les trobades amb els diferents caps. Per avançar, els jugadors han de descobrir les debilitats de cadascun i derrotar-los. Sobre els controls i les diferents estratègies del joc, es pot accedir les diferents ajudes a través del còdec, on l'equip de suport de Snake, per exemple, recorda al jugador que guardi el seu progrés amb suficient freqüència, o li explica els seus moviments de combat en funció dels botons que ha de pressionar en el comandament. El còdec s'utilitza per proporcionar al jugador més informació sobre el fons de la història del joc. Al final de l'aventura, se li proporciona al jugador un resum estadístic i un «nom en clau» sobre el seu acompliment, que es llista a partir del nom de diversos animals.
Per primera vegada en la sèrie Metal Gear, un mode d'entrenament, anomenat «Mode VR», està disponible, en el qual els jugadors poden practicar tècniques d'infiltració, l'ús d'armes, i el sigil. A més, existeixen petites missions que impliquen enfrontaments entre el jugador i diversos enemics des de la perspectiva de la tercera i primera persona.

### Quarta paret

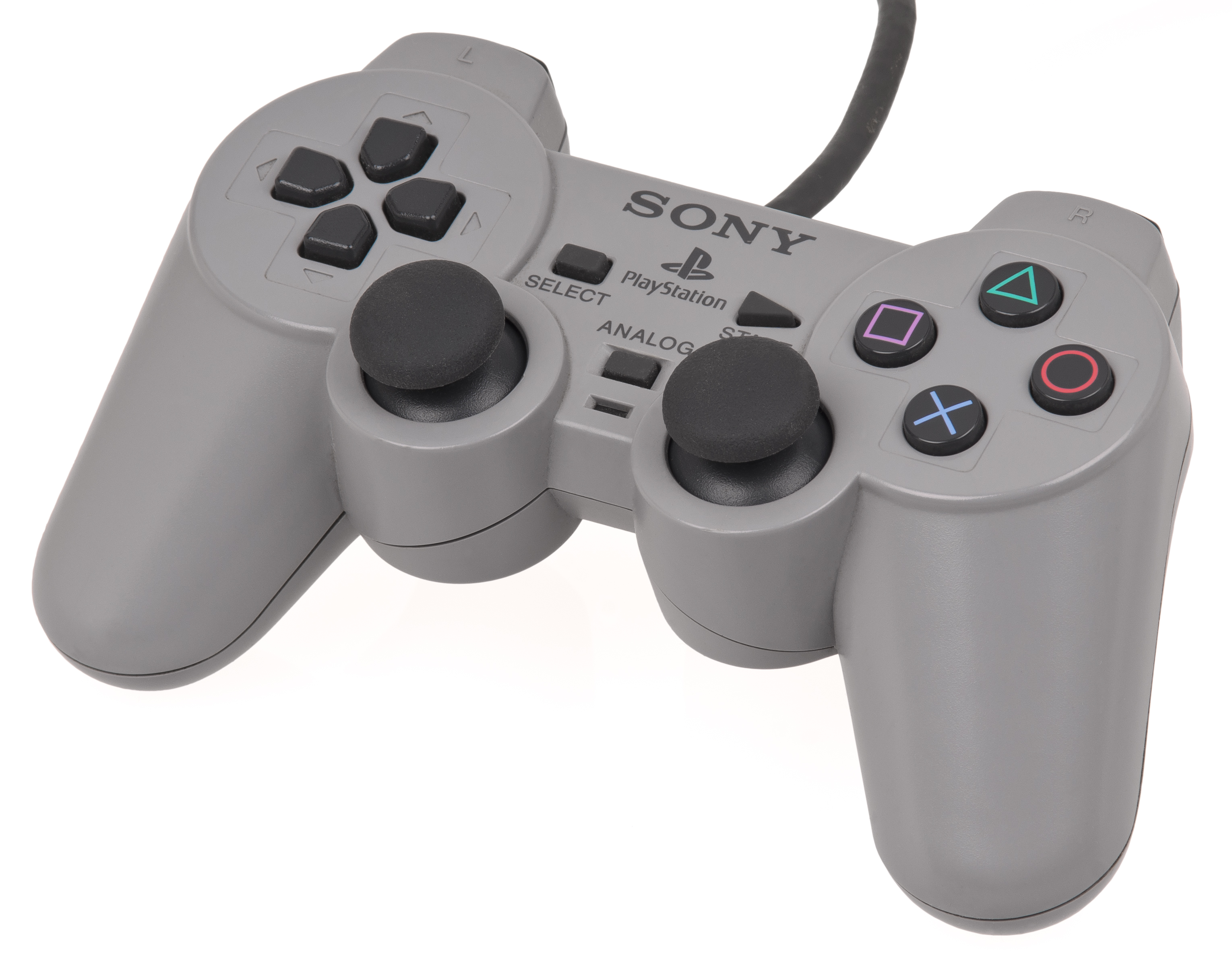
El DualShock va permetre una experiència de joc de gran realisme.

Una de les característiques de la saga Metal Gear és la interacció que es genera amb el jugador, aquesta s'evidencia en la forma en com l'aventura trenca la quarta paret. Aquest recurs consisteix a traspassar la barrera que existeix entre el protagonista i la seva història, amb el jugador. L'equip de suport es comunica amb Snake per donar-li instruccions sobre la seva missió. La quarta paret es traspassa quan aquestes impliquen l'ús de cadascun dels botons del controlador. Campbell li explica a Snake, que per comunicar-se amb ell via còdec, ha d'estrènyer el botó Seleccionar, com també, que la forma de fer la tècnica ràpel, és utilitzar el botó X per separar-se del mur, mentre es prem el Botó Dirigir per descendir.
Per a que Snake suporti la tortura que li aplica Ocelot, ha de prémer repetidament el botó cercle. Després, un adolorit Snake es comunica via còdec amb Naomi, la qual li ofereix estimular-li les fibres musculars amb les nanomàquines que li van injectar prèviament a la infiltració. La Dra. li demana al jugador que col·loqui el controlador en el seu braç, per activar el mode de vibració del comandament (DualShock), estimula l'adolorit braç del personatge i del jugador. En aquestes situacions, els personatges no abandonen l'univers fictici del joc ni la seva línia argumental, però endinsen al jugador a ser-hi partícip assumint la seva presència.
L'exemple més reconegut de com es trenca la quarta paret a Metal Gear Solid és la batalla contra Psycho Mantis. El seu poder telepàtic i la capacitat de llegir la ment, es projecta a través del jugador, on prèviament al duel resumeix l'experiència en el que porta de l'aventura, catalogant el seu acompliment enfront de paranys i enemics, a més de si ha desat freqüentment o no la partida. Posteriorment, li demana al jugador que col·loqui el controlador en alguna superfície plana, amb la intenció de moure'l només amb els seus poders psicoquinètics, situació que ocorre gràcies al DualShock.

La batalla amb Psycho Mantis és interrompuda per una imatge que aparenta ser el mode VIDEO dels televisors de l'època.

Després de la demostració, decideix llegir la ment del jugador amb més intensitat, revelant-li que videojocs li agraden. Això es deu al fet que utilitza les dades desades de la targeta de memòria, per identificar quins altres videojocs posseeix el jugador. A més, reconeix el gènere d'aquests, ressaltant si li agraden els jocs arcade, d'aventura, d'acció, d'esports, entre d'altres. En la versió de PlayStation, alguns dels jocs que pot llegir són Azure Dreams, Suikoden, Castlevania: Symphony of the Night, Vandal Hearts, Policenauts i Snatcher. A Metal Gear Solid: The Twin Snakes per a GameCube esmenta a Super Smash Bros. Melee, Eternal Darkness: Sanity's Requiem, Super Mario Sunshine i The Legend of Zelda: The Wind Waker. Si en la targeta de memòria, no hi ha cap dada d'un altre videojoc, Mantis esmentarà que la nostra ment es troba neta.
Al començament de la batalla, la imatge desapareix per uns segons, sent reemplaçada per una que aparenta ser el mode VIDEO d'alguns televisors de l'època, canviant aquesta paraula per la de HIDEO (nom de pila de Kojima), revelant que el poder mental de Mantis és capaç de controlar fins al televisor del jugador. Quan s'intenta utilitzar la visió en primera persona, ja no és possible mirar a través dels ulls de Snake, sinó que veiem a través dels ulls de Mantis, ja que és aquest últim el que està en el nostre cap i nosaltres veiem a través dels seus ulls. La manera de derrotar-lo no és únic, no obstant això, una de les formes de fer-ho i que traspassa la quarta paret, és la que li aconsella Campbell al jugador: com Mantis està usant el seu poder psíquic per llegir el moviment del comandament, evitant així qualsevol tipus d'atac, s'ha de canviar el controlador del Port 1 i col·locar-ho en el Port 2, la qual cosa li impedeix anticipar els moviments del protagonista.
El personatge, la qualitat de la batalla i com aquesta traspassa la quarta paret, ha estat elogiada per diversos mitjans, ja que Psycho Mantis s'ha dirigit a nosaltres per sobre del protagonista del joc, reconeixent així que amb qui ha de parlar és amb el jugador, evidenciant que està en un món diferent al nostre, però que pot incidir-hi.

### Armes i equipament

#### Equip
- Caixa: Serveix per amagar-se, sorprendre als enemics o, depenent del tipus, muntar en camions i viatjar per la base.
- Cigarrets: S'usen per detectar els raigs infraroigs amb el fum.
- Ració: És bàsicament una ració de menjar que regenera la vida (LIFE).
- Diazepam: És un medicament per a la relaxació muscular útil per millorar la precisió en utilitzar rifles de franctirador.
- Detector de mines: Troba les mines
- Ulleres de visió nocturna: Per veure en la foscor
- Ulleres tèrmiques: Per trobar mines, infraroigs, enemics ocults rere els murs o enemics amb el camuflatge òptic.

#### Armament
- / Mk. 23 (SOCOM): Pistola semiautomàtica amb silenciador que es troba en l'hangar del tanc.
- FAMAS: Fusell d'assalt francès de disseny Bullpup. És el que usen els soldats que patrullen la base.
- PSG-1: Rifle de franctirador que s'usa contra Sniper Wolf
- Stinger: Llançamíssils portàtil amb míssils que es guien per calor. Ideal per lluitar contra l'Hind i Metal Gear REX.
- Nikita: Llançamíssils fictici amb projectils a control remot.
- Granada: Arma llancívola que explota després de cinc segons.
- Granada chaff: No danya als enemics però sí als equips electrònics com a càmeres de seguretat.
- Granada ensordidora: Després de detonar-se produeix un centelleig encegador i un so explosiu ensordidor que incapacita als enemics propers.

## Desenvolupament
| Director                  | Hideo Kojima                                                  |
| Escriptors                | Hideo Kojima Tomokazu Fukushima                               |
| Productor                 | Motoyuki Yoshioka                                             |
| Productors executius      | Kazumi Kitaue Hideo Kojima Akihito Nagata                     |
| Director de programació   | Kazunobu Uehara                                               |
| Director de moviment      | Sota Toyota                                                   |
| Director d'art            | Yoji Shinkawa                                                 |
| Director de so            | Kazuki Muraoka                                                |
| Director de veu           | Kris Zimmerman Salter                                         |
| Música                    | Kazuki Muraoka Hiroyuki Tōgo Takanari Ishiyama Lee Jeon Myung |
| Disseny dels personatges  | Yoji Shinkawa                                                 |
| Supervisor de disseny     | Hideo Kojima                                                  |
| Assessor militar          | Motosada Mori                                                 |
| Supervisor d'armes de foc | Yoji Shinkawa                                                 |
| Guió gràfic               | So Toyota Yoji Shinkawa                                       |
| Modelador de personatges  | Takashi Mizutani                                              |
| Efectes especials         | Ikuzo Fujimura Daizo Shikama Takashi Mizutani Yoji Shinkawa   |
| Traductor                 | Jeremy Blaustein                                              |
| Agraïments                | Scott Dolph Ken Ogasawara Jon Sloan                           |
| Referències               | [ 151 ] [ 152 ] [ 153 ]                                       |

Kojima inicialment havia previst el tercer joc de la saga Metal Gear el 1994, titulat originalment com a «Metal Gear 3», per llançar-lo en la consola 3DO Interactive Multiplayer aquell mateix any. L'art conceptual de l'il·lustrador Yoji Shinkawa, dels personatges de Solid Snake, Meryl Silverburgh, que també era un personatge del videojoc d'aventura Policenauts, i de l'equip de FOXHOUND, es va incloure en Policenauts: Pilot Disk (pilot del joc) que va precedir al llançament complet del lliurament per a 3DO el 1995. No obstant això, per mor de la disminució del suport per a la plataforma 3DO, el desenvolupament del joc va ser canviat a la PlayStation, poc després del seu llançament.
Kojima va canviar el nom del joc a Metal Gear Solid. Pel fet que creia que els dos primers lliuraments de MSX2, no eren molt coneguts. L'ús de la paraula «Solid», es va deure al fet que aquest tercer lliurament utilitza gràfics 3D per ordinador, que fa que els personatges siguin molts més «sòlids», a més de ser en referència a Solid Snake, el protagonista del lliurament. Les seqüeles d'aquest joc també utilitzen el títol Metal Gear Solid, seguint amb una progressió numèrica.
El desenvolupament de Metal Gear Solid va començar a mitjan 1995, amb la intenció de crear «el millor joc de PlayStation». Els desenvolupadors van apuntar a la precisió i al realisme, al mateix temps que feien el joc agradable i tibant. En les primeres etapes de desenvolupament, l'equip SWAT de Huntington Beach familiaritzava als creadors amb una demostració de diferents vehicles, armes i explosius. L'expert en armes Motosada Mori també va ser aprofitat com a assessor tècnic en la investigació, que va incloure visites a la Reserva Militar Fort Irwin i a sessions de tir en Stembridge Gun Rentals. Kojima va declarar que «Si el jugador no és enganyat en la creença que el món és real, llavors no té sentit fer el joc». Per complir amb això, es van fer ajustos fins als més mínims detalls, fins i tot el modelatge de petits escriptoris individuals.
Hideo Kojima va crear els personatges de Metal Gear Solid. Les modificacions i la mecànica van ser realitzats per l'artista conceptual Yoji Shinkawa. Es va completar el procés per artistes poligonals usant dibuixos en pinzell i models d'argila del mateix Shinkawa. Kojima volia una major interacció amb els objectes i el medi ambient, amb el que li permetia al jugador ocultar els cossos en un compartiment d'emmagatzematge. A més, volia «una orquestra al costat del costat del jugador». La seva idea: un sistema que creés modificacions al temps i textura de la pista que s'està reproduint, en lloc de canviar dràsticament a la següent. A pesar que aquestes característiques no es podien aconseguir en aquell moment, es van dur a terme a Metal Gear Solid 2: Sons of Liberty.
Metal Gear Solid va ser exhibit al públic en l'esdeveniment de videojocs Electronic Entertainment Expo el 1997, com un petit vídeo. Més tard es va poder jugar per primera vegada en el Tokyo Game Show el 1998, i llançat oficialment el mateix any al Japó, amb una extensa campanya de promoció. Anuncis a la televisió i revistes, mostres en tendes, i obsequis de demo, van significar un total 8 milions USD en despeses de promoció. S'estima que uns 12 milions de demos del joc es van distribuir el 1998.

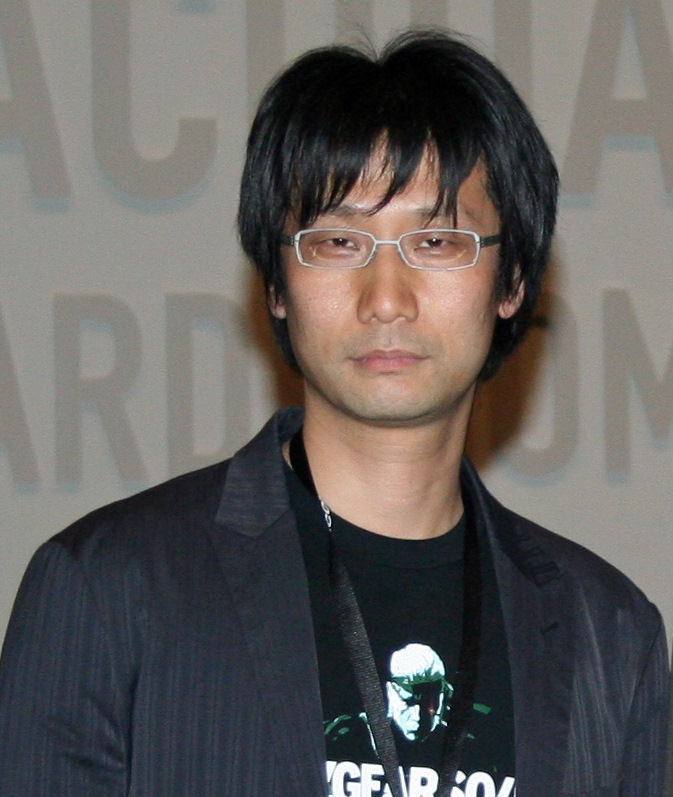
Hideo Kojima, director, productor, escriptor.
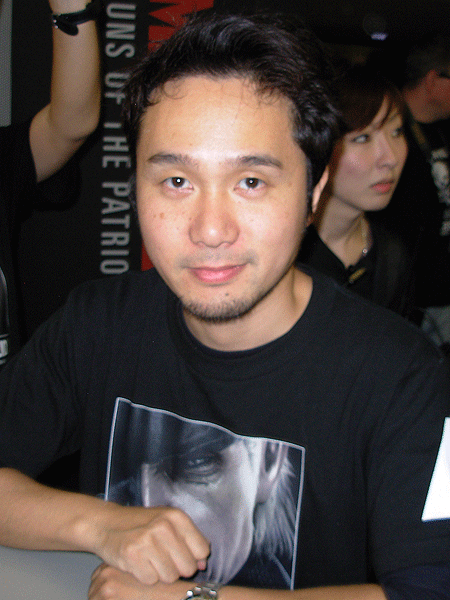
Yoji Shinkawa, director d'art, dissenyador dels personatges.

### Repartiment i doblatge
Per a la versió original en japonès, van ser triats més de 15 actors de veu per interpretar als personatges del joc. Yumi Takada va ser l'encarregat del càsting, mentre que Nicole Punicki i Derek Vanderhorst van estar a càrrec de l'enregistrament i la supervisió dels diàlegs, respectivament. La versió en anglès de Metal Gear Solid va ser traduïda per Jeremy Blaustein, qui posteriorment va treballar en títols com Snatcher, Silent Hill 2 i la saga Shadow Hearts, A més d'aquestes versions, doblatges al castellà, alemany, francès i italià van ser llançats a Europa.
La versió en castellà es va doblar en deu dies. Es va enregistrar sense referències visuals i amb diversos actors alhora, procés molt diferent a l'habitual, on cada actor grava el seu diàleg per separat, per posteriorment unir i muntar el treball final. Guillermo Reinlein va ser el director del doblatge al castellà, sota la supervisió de personal japonès. A continuació, es mostra una taula amb actors de veu que van participar en Metal Gear Solid:

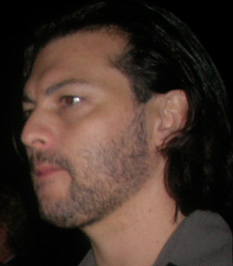
David Hayter, actor de veu que encarna a Solid Snake en la seva versió en anglès. En lliuraments posteriors manté el paper en la saga, a més de personificar a Big Boss.

| Personatge         | Actor de veu     | Actor de veu         | Actor de veu        |
| Personatge         | Japonès          | Anglès               | Castellà            |
| Solid Snake        | Akio Ōtsuka      | David Hayter         | Alfonso Vallés      |
| Liquid Snake       | Banjô Ginga      | Cam Clarke           | Ricky Coello        |
| Meryl Silverburgh  | Kyôko Terase     | Debi Mae West        | Ana María Campos    |
| Naomi Hunter       | Hiromi Tsuru     | Jennifer Hali        | Meritxell Ane       |
| Hal Emmerich       | Hideyuki Tanaka  | Christopher Randolph | Quique Hernández    |
| Roy Campbell       | Takeshi Aono     | Paul Eiding          | Vicente Gil         |
| Mei Ling           | Houko Kuwashima  | Kim Mai Guest        | Noemi Bayarri       |
| Gray Fox           | Kaneto Shiozawa  | Greg Eagles          | José Javier Serrano |
| Nastasha Romanenko | Eiko Yamada      | Renee Raudman        | Marta Estrada       |
| Master Miller      | Banjô Ginga      | Cam Clarke           | Ricky Coello        |
| Revolver Ocelot    | Kōji Totani      | Patric Zimmerman     | Javier Amilibia     |
| Vulcan Raven       | Yukitoshi Hori   | Peter Lurie          | Joaquín Gómez       |
| Psycho Mantis      | Kazuyuki Sogabe  | Doug Stone           | Francesc Rocamora   |
| Sniper Wolf        | Naoko Nakamura   | Tasia Valenza        | Ana Orra            |
| Donald Anderson    | Masaharu Satō    | Greg Eagles          | Javier Amilibia     |
| Kenneth Baker      | Yuzuru Fujimoto  | Allan Lurie          | Paco Alborch        |
| Jim Houseman       | Tomohisa Asô     | William Bassett      | Javier Amilibia     |
| Soldat Genoma A    | Masaya Takatsuka | Doug Stone           | Guillermo Coello    |
| Soldat Genoma B    | Naoki Imamura    | Peter Lurie          | Ricky Coello        |
| Johnny Sasaki      | Naoki Imamura    | Dean Scofield        | Quique Hernández    |
| Ordinador          | Naoko Nakamura   | Tasia Valenza        | Meritxell Ane       |

### Adaptacions i rellançaments
La versió en anglès de Metal Gear Solid va contenir petites millores, com nivells de dificultat ajustables, un vestit esmòquing a mode de bonus per Snake, i el «Demo Theater», per visualitzar les escenes i converses del còdec. Un paquet especial es va llançar al Japó i Àsia que conté el joc, una samarreta, plaques d'identificació, un CD de música amb les bandes sonores dels jocs de MSX2, i un fullet amb informació sobre la producció del joc i la trama. Una versió europea del paquet també va ser produïda, amb contingut diferent de la versió japonesa.
La versió japonesa de Metal Gear Solid, així com la versió Integral, han estat reeditades dues vegades: la primera en The Best Range de PlayStation i la segona com un títol de la PSone Books. De la mateixa manera, les versions americanes i europees de Metal Gear Solid es van reeditar en la versió «Greatest Hits» i «Platinum», respectivament. El joc està inclòs en el set japonès Metal Gear Solid: 20th Anniversary Collection i en el American Essential Collection. L'original Metal Gear Solid va ser llançat en la PlayStation Store per a la seva descàrrega en PlayStation 3 i PlayStation Portable el 2008 per al Japó i 2009 per a Amèrica del Nord i Europa.

#### IntegraliVR Missions
Llançat el 25 de juny de 1999 per a la plataforma PlayStation al Japó, Metal Gear Solid: Integral és una versió ampliada del joc original per a la versió americana. Les veus japoneses originals es van reemplaçar amb el doblatge en anglès, al mateix temps que va oferir una opció entre subtítols en japonès i anglès, a més d'incloure un disc extra de missions d'entrenament de realitat virtual anomenat el «VR Disc». Els continguts agregats al joc original són un vestit alternatiu per Meryl, per complementar l'esmòquing de Solid Snake i el nou vestit vermell del cyborg ninja, un nivell de dificultat «Molt fàcil», on el jugador comença la seva missió amb un subfusell MP5 amb munició infinita, noves freqüències en el còdec amb comentaris del personal i amb música oculta, un mode de vista en primera persona, una opció per a noves rutes alternatives de les patrulles enemigues, i un minijoc descarregable per la PocketStation.
El «VR Disc» compta amb més de 300 missions de prova, des de l'ús del sigil a habilitats de tirador, així com proves menys convencionals, com resoldre misteriosos assassinats, lluitar contra soldats genoma gegants, i tres missions on el jugador controla el cyborg ninja. Altres característiques especials inclouen avanços per al Metal Gear Solid, una vista prèvia artística del Metal Gear RAY de Metal Gear Solid 2: Sons of Liberty i un mode «càmera», on Snake pot prendre fotografies a Mei Ling i Naomi. Al Japó, la revista Famitsu va avaluar a Integral i el «VR Disc» amb un 34 de 40.
El «VR Disc» de la versió Integral va ser llançat com a producte independent del Japó, a Amèrica del Nord com a Metal Gear Solid: VR Missions el 23 de setembre de 1999, i a Europa com a Metal Gear Solid: Special Missions el 29 d'octubre de 1999. En carregar les missions especials, se li demana al jugador que reemplaci el disc del joc amb qualsevol dels discos del Metal Gear Solid. Si el disc està correctament identificat, el jugador pot inserir el disc de les missions especials i el joc es carrega amb normalitat. Aquest requisit es va absentar en les versions americanes i japoneses de VR Missions.
Una versió per a PC de Integral també va ser llançat a Europa i Amèrica del Nord a la darreria de l'any 2000, també per la PocketStation. Amb una avaluació de 83/100 de Metacritic, el joc va ser criticat per «problemes gràfics» per ser una versió idèntica a la de PlayStation.

#### The Twin Snakes
Un remake de Metal Gear Solid, titulat Metal Gear Solid: The Twin Snakes, va ser desenvolupat per Silicon Knights, sota la supervisió de Hideo Kojima i llançat per Nintendo GameCube a l'Amèrica del Nord, Japó i Europa al març de 2004. Mentre Twin Snakes va ser desenvolupat en gran part per Silicon Knights, els talls d'escenes es van desenvolupar per Konami, i van ser dirigits pel director japonès Ryuhei Kitamura, la qual cosa es reflecteix en el seu estil dinàmic, utilitzant el temps bala i àmplies coreografies en els tiroteigs. Si bé la història i la configuració del joc es van mantenir sense canvis (encara que unes poques línies de diàleg es van reescriure per fer-les semblants a la versió original en japonès), es van afegir una sèrie de característiques que van aparèixer en la seqüela  Metal Gear Solid 2: Sons of Liberty, com la vista en primera persona per apuntar i penjar-se per les barres en les parets. Un altre canvi va ser en l'actuació de veu en anglès, a causa de la reducció dels accents de Mei Ling, Naomi i Nastasha, així com la redefinició de l'actor de veu del cyborg ninja, de Greg Eagles en la versió original (que també fa la veu del Cap DARPA), a Rob Paulsen. També es van actualitzar els gràfics perquè coincidissin amb els de MGS2.

### Banda sonora
Metal Gear Solid Original Game Soundtrack és la banda sonora oficial de Metal Gear Solid. La major part de la música original va ser composta i interpretada per l'Equip de So del Japó de Konami Computer Entertainment (KCE Japan Sound Team), conformat per Kazuki Muraoka, que posteriorment va participar en la banda sonora de Metal Gear Solid 3: Snake Eater, Takanari Ishiyama, Gigi Meroni, Lee Myung Jeon i Hiroyuki Togo. El títol principal del lliurament, anomenat «Metal Gear Solid Main Theme» va ser compost pel grup Tappy Iwase.
La música final dels crèdits va ser composta per Rika Muranaka i es titula «The Best Is Yet to Come». Va ser gravada a Beech Park Studio sota la supervisió de Philip Begley, i produïda per la mateixa Muranaka, va ser traduïda i interpretada en irlandès per Aoife Ní Fhearraigh. A continuació hi ha una llista detallada dels músics que van participar en l'obra:
| Músics - Aoife Ní Fhearraigh — veu - Declan Masterson — flauta, buzuki - James Blennerhassett — contrabaix - John Fitzpatrick — viola - Noel Bridgeman — percussió - Rika Muranaka — teclats, productor Personal addicional - Philip Begley — enginyer - David Downes — arranjaments | Cors - Iarlaith Carter - Stephen Mailey - Eímear Noone - Meav Ní Mhaolchatha - John Mc Namara - Cathal Clinch - Rachel Talbot - Sinead Fay - Sylvia O'Brieniarlaith Carter |

Un total de tres versions de la banda sonora van ser llançades. Les últimes incloïen el tema «Metal Gear Solid Control Mix», que no va aparèixer en l'original. Les edicions impreses limitades de la còpia japonesa i les còpies europees fossin llançades en fundes de cartró, acompanyades amb la caixa del CD. L'edició final japonesa no es va llançar amb la funda de cartró. La banda sonora va ser llançada el 23 de setembre de 1998 sota el segell King Records, tres setmanes després del llançament del joc al Japó.
Acusacions de plagi per part de compositors russos assenyalaven que existien fortes similituds entre el tema principal del lliurament, compost per Tappy, amb el concert Pushkin's Garland del compositor Gueorgui Svirídov. El responsable de la música en la saga, Norihiko Hibino, mantenia que no hi havia plagi, però per evitar motius legals, el tema no va tornar a usar-se a Metal Gear Solid 4: Guns of the Patriots.
A continuació es presenta una llista amb els temes de la banda sonora i la seva durada:
| Núm. | Títol                                 | Durada |
| ---- | ------------------------------------- | ------ |
| 1.   | «Metal Gear Solid Main Theme»         | 2:42   |
| 2.   | «Introduction»                        | 0:57   |
| 3.   | «Discovery»                           | 5:05   |
| 4.   | «Cavern»                              | 3:11   |
| 5.   | «Intruder 1»                          | 2:04   |
| 6.   | «Encounter»                           | 2:20   |
| 7.   | «Intruder 2»                          | 1:55   |
| 8.   | «Warhead Storage»                     | 3:39   |
| 9.   | «Intruder 3»                          | 2:55   |
| 10.  | «Mantis' Hymn»                        | 2:56   |
| 11.  | «Hind D»                              | 1:58   |
| 12.  | «Duel»                                | 2:22   |
| 13.  | «Enclosure»                           | 2:14   |
| 14.  | «Blast Furnace»                       | 2:58   |
| 15.  | «Colosseo»                            | 1:53   |
| 16.  | «REX's Lair»                          | 3:05   |
| 17.  | «Escape»                              | 3:11   |
| 18.  | «End Title / The Best Is Yet to Come» | 5:46   |
| 19.  | «VR Training»                         | 2:37   |
| 20.  | «Metal Gear Solid Main Theme»         | 5:23   |
| 21.  | «Metal Gear Solid Control Mix»        | 6:53   |

## Recepció

### Comercial
Metal Gear Solid va ser un èxit comercial, venent més de sis milions de còpies a tot el món. Després del seu llançament al Japó, va vendre al voltant de 675.000 còpies, convertint-se entre els 15 títols més venuts aquest any en la indústria dels videojocs. Des de llavors, es van comercialitzar fins a 780.000 còpies en aquell territori, situant-se en el lloc 238 dels jocs més venuts de tots els temps en aquell país. Després del seu llançament, va ser un dels jocs més llogats, i va encapçalar les llistes de vendes al Regne Unit. Metal Gear Solid es va convertir en el joc de la saga més venut a Amèrica del Nord, amb més de tres milions de còpies. La seva versió remasteritzada, Metal Gear Solid: The Twin Snakes per Nintendo GameCube, va aconseguir aconseguir la xifra de mig milió de còpies. Metal Gear Solid apareix dins dels deu títols més venuts de la PlayStation, superant a lliuraments com Resident Evil 2 i Tomb Raider. A continuació, es mostra una taula amb les vendes (en milions) dels títols:
| \| Títol \| Plataforma \| Any \| Vendes (en milions) \| Vendes (en milions) \| Vendes (en milions) \| Vendes (en milions) \| Total de Vendes \| \| Títol \| Plataforma \| Any \| NA \| EU \| JP \| ALTRES \| Total de Vendes \| \| Metal Gear Solid \| PlayStation \| 1998 \| 3,18 \| 1,83 \| 0,78 \| 0,24 \| 6,03 \| \| Metal Gear Solid: Integral \| PlayStation \| 1999 \| - \| - \| 0,1 \| 0,01 \| 0,11 \| \| Metal Gear Solid: The Twin Snakes \| GameCube \| 2004 \| 0,3 \| 0,08 \| 0,07 \| 0,01 \| 0,47 \| \| Total (fins a setembre de 2013) \| \| \| \| \| \| \| 6,61 \| |             |      |                     |                     |                     |                     |                 |
| Títol | Plataforma  | Any  | Vendes (en milions) | Vendes (en milions) | Vendes (en milions) | Vendes (en milions) | Total de Vendes |
| Títol | Plataforma  | Any  | NA                  | EU                  | JP                  | ALTRES              | Total de Vendes |
| Metal Gear Solid | PlayStation | 1998 | 3,18                | 1,83                | 0,78                | 0,24                | 6,03            |
| Metal Gear Solid: Integral | PlayStation | 1999 | -                   | -                   | 0,1                 | 0,01                | 0,11            |
| Metal Gear Solid: The Twin Snakes | GameCube    | 2004 | 0,3                 | 0,08                | 0,07                | 0,01                | 0,47            |
| Total (fins a setembre de 2013) |             |      |                     |                     |                     |                     | 6,61            |

### Crítica
El joc va ser aclamat per la crítica, obtenint un 93,24% i 94/100 de puntuacions mitjanes en els llocs web especialitzats en videojocs GameRankings i Metacritic, respectivament. PlayStation Magazine li va donar una puntuació de 10/10, qualificant-ho com «El millor joc mai fet. Apassionant i inoblidable». Nintendo Gamer va assenyalar que «és com jugar un èxit de taquilla de gran pressupost, només que millor». IGN li va atorgar un 9.8 sobre 10 i va dir que es tractava de «el més proper a la perfecció que qualsevol altre joc en el gènere de l'acció de PlayStation» i ho va qualificar com a «bell, fascinant i innovador... en totes les categories imaginables». Els usuaris i crítics de GamePro li van donar una puntuació mitjana de 4.8 de 5, ho van qualificar com la «oferta més alta d'aquesta temporada», però va criticar la velocitat de les seves fotogrames. GameSpot va criticar també el fàcil que és per al jugador evitar ser vist, així com la curta durada del joc, i el va qualificar com «més una obra d'art que un joc actual». El lliurament va rebre l'Excellence Award for Interactive Art (Premi a l'Excel·lència a l'Art Interactiu) en el Japan Media Arts Festival el 1998.
Metal Gear Solid és reconegut sovint com un dels títols clau que van participar en la popularització del gènere dels jocs de sigil. La idea que el jugador comenci desarmat i hagi d'evitar ser vist pels enemics en lloc de lluitar contra ells, s'ha utilitzat en molts jocs des de llavors. De vegades també és reconegut per ser una espècie de pel·lícula a més de videojoc, a causa de les llargues escenes cinemàtiques i a la complexa història. Entertainment Weekly va dir que el lliurament de Kojima «va obrir un nou camí en la producció a l'estil de pel·lícules... i l'estil de joc basat en el sigil, encoratja a amagar-se en caixes i travessar els pisos arrossegant-se». GameTrailers va afirmar que el títol «va inventar el joc de sigil» i el va anomenar «captivant, enginyós i valent». Metal Gear Solid és sovint considerat com un dels millors jocs per a la consola PlayStation, i ha aparegut en les llistes dels millors videojocs, a GameFAQs, la revista japonesa Famitsu, Entertainment Weekly, Game Informer, GamePro, Electronic Gaming Monthly i GameTrailers,
entre d'altres. No obstant això, el seu lloc en aquestes llistes és inconsistent, ja que es posiciona des del primer lloc, al número 50.
El 2002, IGN el va classificar com el millor joc de PlayStation, afirmant que només el demo va tenir «més joc que la majoria dels títols finals». També li van atorgar premis al «Millor Final» i «Millor Vilà». El 2005, ho van col·locar número 19 en la seva llista dels «Top 100 Games», van dir que era «un joc que veritablement se sentia com una pel·lícula» i que «les baralles eren úniques i innovadores», i va afirmar que era «el fundador del gènere de sigil». Guinness World Records va premiar a Metal Gear Solid en l'edició del World Records Gamer Guinness de 2008, amb el títol de Most Innovative Use of a Video Game Controller (L'Ús Més Innovador del Comandament en un Videojoc), per la lluita contra Psycho Mantis. El 2010, PC Magazine el va classificar com a setè en la llista dels videojocs més influents de tots els temps, fent referència a la seva influència en «títols tan sigilosos com Assassin's Creed i Splinter Cell». El 2012, Time el va nomenar un de les 100 millors videojocs de tots els temps, i G4TV el va classificar dins dels millors 45 videojocs de la història. Segons 1up.com, l'estil cinematogràfic del lliurament, segueix influint a jocs moderns d'acció com Call of Duty. Metal Gear Solid, juntament amb la seva seqüela Metal Gear Solid 2: Sons of Liberty van ser presentats en The Art of Video Games del Smithsonian American Art Museum, que es va celebrar del 16 març al 30 setembre de 2012.

## Adaptacions a altres mitjans
Diversos personatges i objectes de l'univers Metal Gear Solid han fet aparicions en altres franquícies de videojocs. Beatmania, videojoc de Konami de 1997, contenia un remix del tema principal de Metal Gear Solid, de 140 bpm i de gènere big beat. El videojoc de curses de 2001, Konami Krazy Racers, de Game Boy Advance i iOS, té com a personatge elegible a Grey Fox (com a cyborg ninja), i també, compta amb un circuit de curses basat a la «Torre de Comunicacions», juntament amb una versió modificada del tema principal del joc. Solid Snake fa una petita aparició a Boktai 2: Solar Boy Django, videojoc de GameBoy Advance de 2004. A Ape Escape 3 de 2006, el lliurament fa aparició en una manera especial anomenada «Mesal Gear Solid», on el protagonista és un simi de nom Pipo Snake (o Ape Snake). Aquest minijoc posseeix la mateixa jugabilitat i atmosfera del videojoc creat per Kojima. A l'E3 de 2006, Nintendo va confirmar que en el nou lliurament de Super Smash Bros. Brawl de la seva consola Wii, Solid Snake seria un personatge jugable. Masahiro Sakurai, director creatiu de la sèrie, va comentar que la inclusió de Solid Snake es va deure al fet que el mateix Hideo Kojima li va pregar la inclusió del personatge a l'últim lliurament de la franquícia. A més de Snake, l'hangar de Shadow Moses apareix com a escenari, i hi participen: Roy Campbell, Mei Ling i Otacon, que presten ajuda Snake via còdec, amb informació i comentaris dels altres personatges.
Una novel·lització de Metal Gear Solid va ser publicada el 2008, escrita per Raymond Benson, autor de nou novel·les de James Bond. La reacció de la crítica a la novel·la de Benson ha estat en general positiva, el lloc web d'Internet Bookgasm va redactar que «Benson va fer un bon treball interpretant el joc a la pàgina» amb Metal Gear Solid. Un còmic amb una història adaptada de Metal Gear Solid va ser publicat per IDW Publishing el 2004. Va ser escrit per Kris Oprisko i posseeix il·lustracions d'Ashley Wood. La sèrie va durar 24 nombres, compilant-se en dos toms i en una edició de col·lecció de tapa dura que es troba actualment fora d'impressió. La col·lecció completa es va llançar en un llibre de butxaca titulat Metal Gear Solid Omnibus, posat a la venda al juny de 2010.
Un radioteatre basat en Metal Gear Solid es va emetre al Japó des de 1998 fins a 1999 com a part del programa DB clud, sindicat de Konami. Dirigida per Shuyo Murata i escrita per Motosada Mori, la sèrie va durar més de 12 lliuraments setmanals que abasten tres arcs de la història. La sèrie va ser compilada més tard i venuda en un set de dos volums. La història se situa com una continuació alternativa als esdeveniments de Shadow Moses, amb Solid Snake, Meryl Silverburgh, Mei Ling i Roy Campbell realitzant futures missions com a unitat FOXHOUND, encara que aquesta no es considera part del cànon principal de Metal Gear. Els actors de veu japonesos van repetir els seus papers per a la sèrie, mentre que altres nous personatges van ser també introduïts.
El 1999, McFarlane Toys, en col·laboració de Konami, va llançar una sèrie de figures d'acció de personatges claus de Metal Gear Solid. Per celebrar el 25 aniversari de la franquícia, l'empresa Kotobuki va publicar una figura del «Metal Gear REX» a escala d'1/100, que comptava amb petites figures de Solid Snake, Liquid Snake i Gray Fox.

### Pel·lícula
Al maig de 2006, el creador de la saga Metal Gear, Hideo Kojima, va anunciar que una adaptació en pel·lícula de Metal Gear Solid estava en desenvolupament. Les primeres dates especulatives sobre l'estrena de la pel·lícula, dataven per a l'any 2011, no obstant això el projecte mai es va concretar. Kojima, que va declarar que la pel·lícula seria realitzada en parla anglesa, va anunciar en l'Electronic Entertainment Expo de 2006 que ja s'havia negociat amb un equip cinematogràfic de Hollywood, per treballar en l'adaptació. Kojima va considerar a Alaska com el lloc de la producció de la pel·lícula, a causa que és el lloc geogràfic on es desenvolupa Metal Gear Solid. David Hayter, l'actor del doblatge en anglès de Solid Snake, havia ofert la seva participació en el projecte, però els executius no el van considerar. Kojima també va negar els comentaris del director alemany Uwe Boll, com un possible candidat per dirigir l'adaptació.
Quentin Tarantino va expressar l'interès que el director de Equilibrium, Kurt Wimmer escrigués el guió de la pel·lícula. Wimmer també es va considerar com a possible candidat a dirigir l'adaptació. Aki Saito de Konami va comentar que el director de There Will Be Blood, Paul Thomas Anderson, estava interessat a participar el projecte, però el productor de la saga, Michael De Lucca, va desmentir el rumor. L'actor de The Dark Knight, el britànic Christian Bale, va negar els rumors que el col·locaven en el paper de Solid Snake en la pel·lícula. No obstant això, l'11 de gener de 2010, De Lucca va confirmar que el projecte cinematogràfic de l'adaptació de Metal Gear Solid va ser posposat indefinidament. Va assenyalar que un dels motius de la decisió, va ser la preocupació de Konami respecte a possibles resultats negatius de la pel·lícula, que poguessin repercutir en la imatge de la franquícia.
El març de 2012, en l'exhibició «The Art of Video Games» («L'Art dels Videojocs») en el Smithsonian American Art Museum, Hideo Kojima va declarar: «Honestament, sóc un fanàtic de les pel·lícules i això és molt especial per a mi. Sincerament, m'encantaria fer una pel·lícula algun dia, però crec que ha d'haver-hi un cert joc especial que ofereixi aquest ajust correcte. Però no crec que aquest joc sigui Metal Gear Solid. Metal Gear Solid va ser desenvolupat específicament per ser un joc... Si hagués de portar alguna cosa al cinema, hauria de ser completament nova. Jo no usaria els meus guions actuals. Crec que hauria d'aconseguir a algú per crear un nou guió i una altra persona que la dirigeixi com a pel·lícula.» En el «Aniversari 25 de Metal Gear», el 30 d'agost de 2012, Hideo Kojima va anunciar que Arad Productions, va arribar a un acord amb Columbia Pictures per produir una versió de la pel·lícula de Metal Gear Solid. La companyia matriu de Columbia, Sony Pictures Entertainment, seria l'encarregada de la distribució. En una entrevista amb Eurogamer, Hideo Kojima va dir que li agradaria veure Hugh Jackman com a Solid Snake, però també està obert a l'elecció d'altres actors per al paper.
Una pel·lícula no comercial titulada Metal Gear Solid: Philanthropy, va ser realitzada per fans de la saga. La pel·lícula està ambientada el 2007 després dels esdeveniments de Metal Gear Solid. La pel·lícula va ser ben rebuda pels fans i també per Hideo Kojima, qui va dir, després de ser preguntat per un seguidor si l'havia vist, «Per descomptat que sí. És increïble. Tenia ganes de plorar per l'amor cap a Metal Gear. És a més una pel·lícula ben feta. Espero per veure la següent part.»